# 22 (číslo)
Dvacet dva je přirozené číslo. Následuje po číslu dvacet jedna a předchází číslu dvacet tři. Řadová číslovka je dvacátý druhý nebo dvaadvacátý. Římskými číslicemi se zapisuje XXII.

## Matematika
Dvacet dva je
- maximální počet částí, které vzniknou rozdělením kruhu 6 řezy (sečnami)
- po vydělení 7 zhruba rovné iracionálnímu číslu π, což je poměr obvodu kružnice k jejímu průměru
- pětiúhelníkové číslo

## Chemie
- 22 je atomové číslo titanu

## Ostatní
- počet písmen v hebrejské abecedě
- počet hráčů na hřišti při fotbalovém zápase
- běžný název pro náboj .22 Long Rifle
- počet hvězd na logu Paramount Pictures
- standardní port pro Secure Shell
- 22 je název písně zpěvačky Lily Allenové
- Hlava XXII je název románu Josepha Hellera
- Omezení jízdy vlaků v traťových jízdních řádech - vlaky jedoucí v den pracovního klidu, následovaný pracovním dnem

## Roky
- 22
- 22 př. n. l.
- 1922
- 2022